# مارت هلمه
مارت هلمه (استونیایی: Mart Helme؛ زادهٔ ۳۱ اکتبر ۱۹۴۹) سیاست‌مدار اهل استونی است.
وی از سال ۲۰۱۹ تا ۲۰۲۰ وزیر کشور استونی و از سال ۱۹۹۵ تا ۱۹۹۹ سفیر استونی در روسیه بوده است.